# David Jahnl
David Jahnl (1808 Kraslice – 7. června 1883 Plzeň) byl plzeňský lékař.

## Život
Narodil se 1808 v Kraslicích kupci Josefu Jahnlovi a Anně Marii Starckové, která byla sestrou významného průmyslníka Johanna Davida Starcka. S manželkou Mathilde Zeidler měli šest dětí.
David Jahnl působil v letech 1841–1882 jako vedoucí lékař První městské nemocnice v Plzni a první městský lékař v Plzni. Byl zakládajícím členem Spolku českých lékařů v Plzni založeném v roce 1883.

## Dílo
- Dissertatio inauguralis medico botanica sistens Glossologiam Foliorum, quam…. Pragae: [s.n.], 1836. 44 s.